# Midgee bellendenker
Midgee bellendenker is een spinnensoort in de taxonomische indeling van de nachtkaardespinnen (Amaurobiidae).
Het dier behoort tot het geslacht Midgee. De wetenschappelijke naam van de soort werd voor het eerst geldig gepubliceerd in 1995 door Hugh Davies.